# Kung-Foot
Kung-Foot: la squadra delle meraviglie (Kung-Foot) è una serie televisiva francese in 26 episodi di 24 minuti, prodotta dalla Label-Anim e diffusi dal 26 maggio 2007 su TF1, Teletoon e TFou.fr.

## Trama
Onyx, città ultra-moderna, il suo porto e il ponte gigantesco che porta alla città. Il lotto vacante nella città. Un vecchio autobus arrugginito a due piani, chiamato "la baracca".
Una banda di ragazzi a giocare a calcio, lui è sei ragazzi (Ruddy, Paolo, Max, Djibril, Yacine,  Frank e Jimmy) e tre figlie (Kim, Silvia, Marion e Gladys). Questo gruppo di amici di una pratica del calcio non convenzionale e molto spettacolare, il gioco utilizzando i loro vari sport. 
Dopo l'incontro con un po' 'asciutto Ruddy, Frank, ragazzo orgoglioso, apparentemente riservato e l'atteggiamentdisinvolto, e la sua sorella minore Gladys, insieme al loro cane Boomerang conoscere con il gruppo. Sono appena installati in città. Frank è stato invitato a giocare con loro. Travolto da un calcio se non convenzionale, e alcuni fischiati dalla band "gioca a calcio", Frank decide di prendere misure estreme e di usare la sua arte del kung fu per la sfida. Tutti sono molto impressionati. 
Frank simpatizza ed è subito adottato. Gladys e il fratello di integrare la forza di lavoro. Frank presto divenne il leader della band. Ora sono undici e formano una squadra completa. Solo lei comincia a fondere e di trovare i piedi per il fatto che l'occasione si presenta: una squadra ha tirato il "Gominor Cup", dal nome del ricco uomo d'affari e dello zolfo dalla città Onyx. Un'opportunità per il nostro giovane eroe. Ma ben presto si rendono conto che hanno bisogno di un allenatore. 
L'ex giocatore degli anni novanta, Pat Murphy è diventato un vero hippie, con coda di cavallo, infradito, camicia a fiori, amaca e premendo macchina arance. Vive in una roulotte dietro una balaustra si affaccia sul deserto della città. 
Questi sono i nostri giovani eroi, incapace di allenatore se stessi e preso a vento della presenza nella città di l'antica gloria del calcio, venite a prenderlo a proporre al piombo. In un primo momento, Murphy si rifiuta: ha appeso le bitte per sempre. Ma nonostante la sua paura di svegliare l'odio della storia di Gominor tra i due uomini si permette finalmente se stesso di essere mosso dall'entusiasmo di questi giovani. 
Murphy è una piccola luna, goffo. Si dimentica tutto, non è mai in orario, il treno sbagliato.. ma sempre di buona volontà, è pieno di entusiasmo quando si tratta di calcio. L'offbeat non convenzionale, Murphy rimane intransigente sull'etica e le regole del calcio. Pur ammirando prima della prodezza e qualità fisiche dei nostri giovani eroi, la loro tecnica sembrava troppo ambizioso: "Non riesco a mantenere questo ritmo per tutta la durata della partita". Infatti, al di fuori del calcio, tutti praticano diverse discipline in cui eccelle (ginnastica, capoeira, salto in alto, break dance, tiro con l'arco, pugilato, acrobatica, giocoleria, sprint, surf, skateboard, danza) divertimento di applicare, calcio, caratteristiche. Un cocktail di precisione, agilità e potenza esplosiva. 
Lo chiamano il "Kung-Foot" e il nome della loro squadra "Meteore". Ognuno propone i suoi talenti speciali per la distribuzione, nella migliore delle posizioni all'interno del team. L'epopea inizia con la partita delle Meteore prima contro una squadra Gominor. Aggredito dalla squadra avversaria, i nostri eroi sono oltraggiosamente portato al punteggio. Alla fine del primo tempo, Murphy suggerisce che i suoi giocatori di praticare la loro Kung-Foot, ma sempre nello spirito delle regole del calcio. Le Meteore, felici, non faccio pregare. Kung-Foot apparso durante la seconda metà e dimostrato la propria efficienza terribile. 
La prima squadra di calcio Kung-Foot è nato. Si andrà alle finali della Coppa del Mondo Junior Club. Prima di arrivare lì, prenderà i nostri eroi a sacrificarsi molto per aggirare le trappole molti set dagli oppositori, senza legge, preoccupato di dover affrontare una squadra così. Durante il gioco, le Meteore sono sempre più temuto dagli avversari. 
Tre squadre tra le migliori, si è opposto per tutta la serie delle Meteore, hanno una cosa in comune: sono nelle mani di un solo uomo, Ydrick Gominor. Murphy sa Gominor lungo. Hanno giocato contro l'altro in passato. Murphy è stato gravemente ferito (involontariamente) in un gran finale, mettendo così fine alla sua carriera. Da quel giorno, un odio implacabile, Gominor ha dedicato a Murphy e continua nel suo quotidiano, infliggendo mille vicissitudini. 
Non supporta alcun guasto Gominor, megalomane, impiega i mezzi più spregevole, il più odioso, per raggiungere i suoi fini. Le intimidazioni fisiche, ricatti, calunnia, sequestro di persona, frode di ogni tipo sono la partita di Meteora, Ydrick Gominor anche cercato di corrompere.. senza successo. Durante le partite, di fronte alle avversità, e ben presto ha scoperto l'avversario il grido di guerra di Meteora, alla maniera degli Aka e gli All Blacks, è un segno della loro ribellione, scatenando Kung-Foot calcio: "Prendi il Calcio - ogni costo - Kung-Foot! Sempre calcio - Spara, spara, spara - Kung-Foot! " 
Frank, Gladys, Ruddy, Kim e Paolo, i personaggi principali sono evidenziati durante i giochi, come in tutta la serie. 
Tutti gli incontri sono un commento dal vivo per la televisione da due giornalisti, stella del Mondo News, Erik Carlsson, un reporter della stella, e Rodrigo Fernandez, una gloria del calcio precedente. Essi sottolineano gli aspetti osservazioni drammatico, spettacolare, e le tecniche di ogni riunione. 
Con la ripresa multi-camera, movimento lento e replay sono particolarmente importanti per evidenziare i difetti, gli obiettivi e le fasi dei giochi più spettacolari. L'arbitro ha un "SAT", una sorta di mini disco volante su un cuscino d'aria in cui si siede. Prima di lui gli schermi di controllo e un joystick che usa per spostare tre metri da terra su un cuscino d'aria. Gli arbitri sono i tasti su rotaie. Essi esercitano un bastone leggero come una bandiera per indicare fuorigioco e pulsanti. 
I successi sono legati alle Meteore. 
Quando uno di loro scivolamento o di lasciare una grande testa (Paolo, tra gli altri) Murphy, come parenti, cercando di portare alla ragione. La loro reputazione non dovrebbe incidere sulla loro vita scolastica e familiare. A volte è il caso. Si tratta di un argomento di attrito tra di loro, ma ci sono molti altri.
Storie di cuore: 
Ruddy e Gladys sono innamorati di Paolo. 
Kim segretamente innamorata di Frank e Frank è anche innamorata di Kim. 
Disaccordi sulla qualità di gioco di uno o l'altro: 
Frank, il capitano, con i suoi giocatori, specialmente a Kim del piano di gioco da adottare, il primo è 10, il secondo, Medio destro. 
Frank e secondo Paolo, centravanti, è un giocatore di talento, ma tende a giocare troppo "personale". 
E Gladys figlia autoritaria, un po' maschiaccio, che in caso di conflitto a bassa intensità, mette fine alle ostilità riprendendo il caso di uno o l'altro. Evita, però, di opporsi al fratello di fronte agli altri e la disciplina le sue differenze con lui faccia a faccia. 
Le qualità uniche e l'originalità del loro gioco così spettacolare come per le loro qualità umane, il loro fair-play, e l'umorismo, le Meteore tentano di superare tutte le trappole da Ydrick Gominor e ci fanno rabbrividire e tremare ad ogni riunione. Un susseguirsi di sfide che porta i nostri eroi alla cima e porta emozione, suspense e commedia.

## Personaggi

### Personaggi principali
Frank
Centrocampista (n. 10), capitano e leader delle donazioni, eppure è un solitario. La sua conoscenza delle arti marziali gli dà una "forza tranquilla". Capitano della squadra, non esita a criticare il suo partner a volte causando alterchi gravi. Lui vuole sempre primeggiare e cerca la perfezione. Instancabile, lo stesso deve seguire, egli non esita a chiedere ai suoi allenamenti squadra in aggiunta a quelle raccomandate da Murphy. Frank protegge sua sorella Gladys, spesso si mostra geloso di lei, infastidendola. Il fratello e la sorella si vogliono bene ma spesso non vanno d'accordo. Molto carismatico, ha una autorità naturale sopra i suoi amici. Sul terreno, si trasforma in una tempesta silenziosa. Frank vale per le cifre del calcio più incredibili e spettacolari arti marziali. La sua maestria sconcertata i suoi avversari. Voce italiana: Massimo Di Benedetto
Gladys
Posteriore sinistro (n. 3), sorella minore di Frank, Gladys è appassionata di skateboard e snowboard in estate e inverno. Capace di scivolare per terra e affrontare i formidabili come improbabile che svolge meglio navigare senza ramponi sul prato. Con slancio, Gladys è anche in grado di saltare e scivolare lungo la traversa degli obiettivi. Impulsiva, un po' maschiaccio, una ragazza molto generosa. Ha intimidito i ragazzi, tranne.. Paolo. Bella e snella, che non lascia indifferenti i ragazzi e non sempre apprezzano le valvole di Paolo, che crea a volte tensioni. Sa che è rubiconda è innamorata, ma lei gioca uno che non la vede. Parla spesso con Frank che vive la stessa ambiguità con Kim. Coraggiosa e senza paura anche lei ha un difetto: la tendenza ad essere preoccupato per gli altri. Ciò conduce attraverso una curiosità non sempre apprezzata. Sia Ruddy che Paolo sono innamorati di lei, e ciò porta a numerosi scontri tra i due; tuttavia la stessa Gladys durante la serie si innamorerà di un sassofonista di passaggio.
Ruddy
Portiere (n. 1), biondo, tarchiato, ma un po' paffuto, Ruddy è avido per la sua vita. Due volte alla settimana si allena da solo nel centro sportivo della città, dove ha praticato la boxe. Ha anche provato a lanciare il giavellotto e il disco. Egli emerge con una potenza fenomenale palle il suo pugno, ben oltre la linea mediana. Montanti, ganci, con i rilanci prende le traiettorie di Ruddy. Ha una grandezza, una flessibilità e prontezza da destabilizzare i suoi avversari. Ruddy esplode sul ring come sul campo, ma a volte paga il suo "cuore di carciofo". Lui è segretamente innamorato di Gladys. Presenta una suscettibilità tinta con un pizzico di malafede. Voce italiana: Renato Novara
Kim
Centrocampista sinistro (n. 8), Kim, profilo delicato e morbido. Capelli viola, occhi a mandorla, è tutta la concentrazione e applicazione. Molto fashion, ma lascia raramente il suo caso di vanità. Esso attribuisce grande importanza al suo aspetto. Atterra le polveri dai vestiti ogni volta che la palla è sporca di un po' d'erba e lascia il segno su di essi. Ha colpi di un'ambizione molto diversa da quella dello sport. Pratica tranquillamente il canto, la danza e la commedia. Le è stato chiesto di registrare un album. Non è insensibile al fascino di Frank. Quando Frank l'accusa del suo piano di gioco, lui le prende il cuore un po' troppo spesso. Voce italiana: Francesca Bielli
Paolo
Centro front (n. 9), Paolo è l'attaccante della squadra. Fa Ronaldo, è stile di livello su quello del suo eroe. La capoeira non ha segreti per lui. Sul terreno è un festival. Dribleur dotati, grande tecnico, si tende a fare troppo e giocare "me" in cui l'attrito con Frank. Joker, ama le porte a conoscenza dei suoi partner e provocazioni verbali nei confronti dei suoi avversari. Spaccone, diventa ben presto vittima del suo successo personale e di mezzi di comunicazione. Egli tende a prendere la testa grande e il resto alla leggera. Il suo fascino è che egli perdona i momenti più difficili nella loro esuberanza. Seducente, stuzzicante, in uscita, litiga spesso con Ruddy per Gladys, della quale è innamorato, e con Frank per la gelosia che quest'ultimo prova nei confronti della sorella. Voce italiana: Davide Garbolino
Boomerang
Jack Russell, compagno di Frank. È un cagnolino in grado di fiutare il pericolo e i nemici delle Meteore. È più felice quando il suo insegnante gli assegna una missione.
Pat Murphy
Allenatore. Una vecchia gloria del calcio professionistico, vive solo nella sua roulotte, un rifugio giusto, pacifico e tranquillo della città. Un hippy, ma è stato un caso che egli felicemente tornato al servizio attivo come allenatore. Per quanto riguarda un originale, scollegati da qualunque sistema, "sempre lato del piatto", Murphy è spesso superato dagli eventi. Disordinati gli chopper e i modelli da collezione, ha tutti i segni del vecchio. Maldestro, lunare, provoca disastri nella convinzione di fare bene. L'inferno è lastricato di buone intenzioni. I suoi metodi di formazione e la simpatia come originale inossidabile rendono un personaggio accattivante che il nostro giovane eroe non può essere risolto mai di abbandonare, nel successo e nel fallimento. Ma Murphy trova la sua mente quando un concorrente delle meteore è partito. Proprio i flémard preferisce i suoi piedi chopper. Egli involontariamente chiuso la carriera calcistica di Gominor. Voce italiana: Giorgio Bonino
Ydrick Gominor
Uomo misterioso, la fonte della sua ricchezza è opaca. Da quel famoso match contro Murphy, lui non ha desiderato altro se non vendicarsi. Escogitare la sua vendetta è una pausa durante i suoi capricci abituali. Vive in una sorta di Fort Knox, da megalomane uomo d'affari e formidabile con metodi mafiosi, non è la ricerca di motivi di prestigio, a coronare il suo potere con l'immagine popolare del calcio. Il rancore di Gominor verso il suo avversario, Murphy, è sempre duro, come il suo desiderio di danneggiare la squadra delle Meteore. Gominor farà di tutto per mettere le mani sulle Meteore, cercando di corrompere o distruggere. Voce italiana: Giovanni Battezzato

### Personaggi ricorrenti
Max
Posteriore destro (n. 2), Max è grande, rosso, atletico. Si impone il suo fisico. La sua passione per il salto in alto gli permette di saltare gli avversari. Si può, per un salto, intercetta una palla testa ad un'altezza impensabile per qualsiasi giocatore di calcio.
Silvia
Escursionista (n. 4), Silvia ama il calcio ma la pratica diligentemente ogni disciplina di ginnastica. La sua ribalta, rotoli, e voli sembra così facile... Bruna, delicata. Sul terreno, è un festival di trucchi aerei, graziosi e potenti.
Jimmy
Posteriore centrale (n. 5), molto piccolo e fragile. Appassionato di tiro a segno, l'indirizzo e il suo senso di precisione è impressionante. Il suo occhio sembra dotato di un laser e mostra la traiettoria ideale del suo o dei suoi passaggi tiri in porta (effetto raggio, immagine visibile). È lui che ha la responsabilità di prendere punizioni, angoli e le sanzioni.
Djibril
Ambiente difensivo (n. 6), Djibril è un felino, tranquillo, timido e riservato. Il suo gioco di testa come la sua partita sul campo sono notevoli agilità e una potenza eccezionale. Come tutti i professionisti di hip-hop e break-dance dal suo livello sulla testa, le mani, questo ragazzo è un vero uomo superiore.
Yacine
Centrocampista destro (n. 7), bello, occhi marroni blu. Ginnasta coscienzioso, è montato su molle. Le sue ruote, i suoi lanci e salti tutti i tipi di fare miracoli. In grado di salire ad altezze improbabili, è uno scrigno specialista ammortizzato e acrobazia all'indietro.
Marion
Centrocampista sinistro (n. 11), indossa un dreadlocks, Marion è una velocista confermata. Quando inizia la palla al piede, difficile da recuperare.
Boris
Voce italiana: Ruggero Andreozzi
Erik Carlsson
Voce italiana: Mario Scarabelli
Rodrigo Fernandez
Voce italiana: Pietro Ubaldi

## Lista episodi
- 01 - La squadra delle meraviglie
- 02 - Il piano di Gominor
- 03 - Il tiro magico
- 04 - In trappola!
- 05 - Colpevole o innocente?
- 06 - Segreti e bugie
- 07 - Uno spot per lo sport
- 08 - Calcio e musica
- 09 - Un ragazzo ambizioso
- 10 - Cuore e batticuore
- 11 - Una terrificante nottata
- 12 - Una partita impegnativa
- 13 - Sfida sulla sabbia
- 14 - Spirito di squadra
- 15 - Il cugino pestifero
- 16 - Dov'è Murphy?
- 17 - Un'ombra dal passato
- 18 - Pericolo in alto mare
- 19 - Il potere della mente
- 20 - La sfida dei robot
- 21 - Murphy nel... pallone!
- 22 - Kim popstar
- 23 - Una mamma ingombrante
- 24 - La palla telecomandata
- 25 - Campioni in incognito
- 26 - Una giornata indimenticabile